# Þjófafell
Þjófafell är ett berg i republiken Island. Det ligger i regionen Norðurland vestra, 130 km nordost om huvudstaden Reykjavík. Toppen på Þjófafell är 916 meter över havet, eller 185 meter över den omgivande terrängen. Bredden vid basen är 1,9 km.
Trakten runt Þjófafell är nära nog obefolkad, med mindre än två invånare per kvadratkilometer. Det finns inga samhällen i närheten. Trakten runt Þjófafell består i huvudsak av gräsmarker.